# Firn

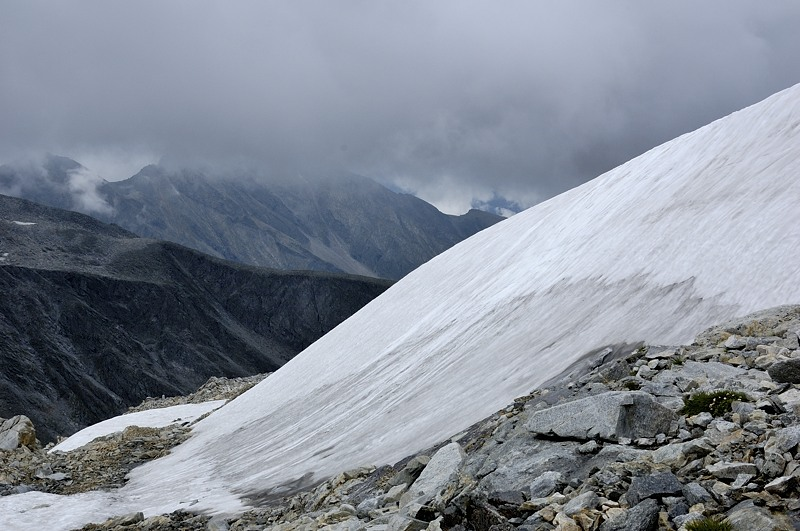
Firn, Hohe Tauern

Firn (/ f ɪər n / ; från schweizisktyska firn "förra årets", besläktad med före) är delvis komprimerad mycket grovkornig snö som kan bildas då den ligger kvar under sommaren i så kallade snölegor. Den är is som befinner sig i ett mellanstadium mellan snö och glacialis. Firn ser ut som vått socker, men har en hårdhet som gör den extremt motståndskraftig mot skottning. Dess densitet varierar i allmänhet från 0,35 g/cm3 till 0,9 g/cm3 och den kan ofta hittas under snön som samlas vid toppen av en glaciär. Uppkomsten av glaciärer är firn som packats under lång tid.
Snöflingor komprimeras under tyngden av det överliggande snötäcket. Enskilda kristaller nära smältpunkten är halvflytande och slicka, vilket gör att de kan glida längs andra kristallplan och fylla ut utrymmena mellan dem, vilket ökar isens densitet. Där kristallerna kommer i kontakt binder de samman och pressar luften mellan dem till ytan eller till bubblor.
Under sommarmånaderna kan kristallförändringen inträffa snabbare på grund av vattengenomträngning mellan kristallerna. När sommaren är slut är resultatet fast.
Den minsta höjd som firn ackumuleras på en glaciär kallas firn limit, firn line eller snowline.

## Förteckning över firnar
- Antarctic Firn[1][3]
- Daniel Bruun Firn[4]
- Dreyer Firn[5]
- East Northwall Firn
- Rink Firn
- Sven Hedin Firn[6]
- West Northwall Firn

## Andra sammanhang
På vardagligt och tekniskt språk används "firn" för att beskriva vissa former av gammal snö, som:
- gamla snöfält, kända som Firnfelder, även om snön ännu inte är ett år gammal
- de nyare snölagren på en tempererad, eller "firnad", glaciär
- benämning vid skidåkning, för det översta, mjuka snölagret som är fruset över natten och, som ett resultat av vårsolen och högre lufttemperatur, smälter och förändras på en yta av gammal snö eller harsch, syftande på  snöns grov konsistens.

Liksom i förra sammanhanget sägs en skidbacke som utsätts för smältning och återfrysning till harsch, "firna upp". I Schweiz kallas dessa backar för Sulz, men i Tyskland syftar Sulz oftare på ett djup där utförsåkning inte längre är njutbart.